# Monastère de Sokolica
Le monastère de Sokolica (en serbe cyrillique : Манастир Соколица ; en serbe latin : Manastir Sokolica) est un monastère orthodoxe serbe situé au Kosovo sur le territoire de Boletin/Boljetin, à proximité de la ville de Zvečan/Zveçan. Il dépend de l'éparchie de Ras-Prizren et figure sur la liste des monuments culturels d'importance exceptionnelle de la République de Serbie.
Le monastère de Sokolica a été construit à la fin du XIVe siècle ou au début du XVe siècle.